# Tityus clathratus
Espèce
Synonymes
- Tityus quelchii Pocock, 1893
- Tityus fahrenholtzi Roewer, 1943
- Tityus guianensis Caporiacco, 1947

Tityus clathratus est une espèce de scorpions de la famille des Buthidae.

## Distribution
Cette espèce se rencontre au Brésil, au Suriname, au Guyana, au Venezuela et à la Trinité.

## Publication originale
- C. L. Koch, 1844 : Die Arachniden. Nürnberg: C. H. Zeh'sche Buchhandlung, vol. 11, p. 1–174 (texte intégral).